# Samuel Dickstein (Politiker)

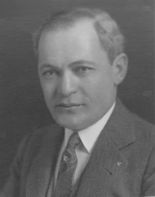
Samuel Dickstein

Samuel Dickstein (* 5. Februar 1885 in Vilnius; † 22. April 1954 in New York City) war demokratischer Kongress-Abgeordneter des Staates New York und danach Richter am dortigen obersten Gerichtshof. Er spielte eine Schlüsselrolle beim Vorläufer des Komitees für unamerikanische Umtriebe, mit dessen Hilfe er Faschisten und Sympathisanten der Nationalsozialisten bloßstellte. Für Berichte über Aktivitäten des Kongresses wurde er vom sowjetischen NKWD bezahlt.

## Leben
Dickstein wurde im Gouvernement Wilna als ältestes Kind Rabbi Israels geboren. Die Familie zog 1887 nach New York City. Nach Abschluss der New York City Law School 1906 arbeitete er für die Kanzlei Hyman & Gross. 1911 wurde er zum stellvertretenden Attorney General des Bundesstaates New York ernannt und blieb es bis 1914. Danach wurde er 1917 Mitglied des Stadtrates und war 1919 bis 1922 Mitglied der New York State Assembly. Dort regte er das kosherfood law an, welches auch andere Bundesstaaten übernahmen, desgleichen das New Yorker Sabbath law, welches Juden den Handel am Sonntag erlaubt, sowie Besitz- und Mietregulatorien für die East Side Manhattans. 1923 zog er als Demokrat in den 68. Kongress und wurde bis zu seinem Rücktritt Ende 1945 elfmal wiedergewählt.

### Komitee zur Untersuchung unamerikanischer Umtriebe
Vom 72. bis zum 79. Kongress (1931–1945) war er Vorsitzender des Einwanderungs- und Einbürgerungskomitees. In dieser Funktion richtete er sein Augenmerk auf Antisemitismus und die entsprechende US-Literatur. Er startete eine eigene Untersuchung über Aktionen der Nationalsozialisten und faschistische Gruppierungen in den USA, deren Ergebnisse er am 3. Januar 1934 in der zweiten Sitzung des 73. Kongresses vorlegte. Mit der sog. "Dickstein-Resolution" (H.R. #198) vom März 1934 wurde dann ein "Komitee zur Untersuchung unamerikanischer Umtriebe" unter John W. McCormack eingerichtet. Er selbst zog wegen seiner jüdischen Wurzeln den stellvertretenden Vorsitz vor.
Den Rest des Jahres 1934 verbrachte die Kommission mit der Anhörung von Hauptpersonen der faschistischen Bewegung in den USA. Dickstein propagierte die Ausrottung aller Spuren des Nationalsozialismus in den USA und befragte jeden persönlich. Sein Hang zu Dramatik und Sensation, verbunden mit gelegentlich aufgebauschten Vorwürfen, sicherte ihm Schlagzeilen. Besonderes Augenmerk legte er auf den German-American Bund.
Das zweite "Komitee zur Untersuchung unamerikanischer Umtriebe" von 1938 trat auf seinen Aufruf hin unter Martin Dies Jr. als sog. "Dies Committee" in Funktion. Es wurde später in Komitee für unamerikanische Umtriebe umbenannt, konzentrierte sich nun auf kommunistische Organisationen und war ab 1945 ständige Einrichtung.
Nach 23 Jahren im Kongress verabschiedete sich Dickstein 1945 und war bis zu seinem Tod Richter am obersten Gerichtshof des Bundesstaates New York.

### Spionage
Nach 1990 zeigten KGB-Archivunterlagen in Moskau, dass Dickstein 1937 bis Januar 1940 monatlich 1250 US$ Salär von dort erhielt. Er selbst hatte für Informationen 2.500 $ monatlich gefordert; das NKWD bot 500 $, worauf er sein Angebot halbierte. In den Akten wurde er unter dem Decknamen "Crook" (Gauner) geführt. Als er das Komitee zur Untersuchung unamerikanischer Umtriebe verließ, stellten die Sowjets nach Geldstreitigkeiten mit ihm die Zahlungen ein und brachen den Kontakt ab. Dickstein hatte den heutigen Gegenwert von 133.000 US$ erhalten (Wert 1997), angeblich über die Jahre aber nichts geliefert.